# Plachtění

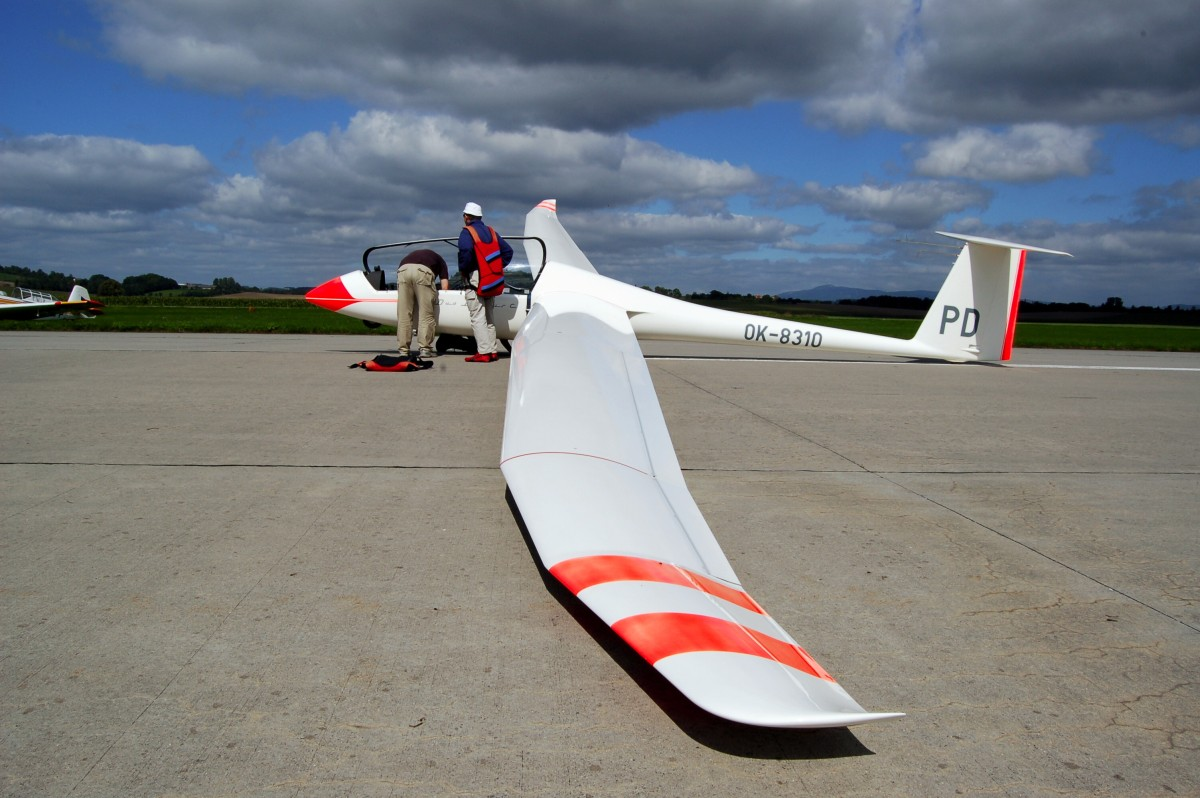
Duo Discus před vzletem

Plachtění je letecký sport, využívající bezmotorových letadel (kluzáků neboli větroňů). Při něm piloti využívají stoupajícího vzduchu k získání výšky a letům na vzdálenost až několika set kilometrů. V České republice je plachtění organizováno Aeroklubem ČR, mezinárodní organizace je Mezinárodní letecká federace (FAI) sdružující letecké sporty.

## Historie
První prokazatelně létající kluzáky byly postaveny v 19. století. Sir George Cayley se zabýval aerodynamikou a modely kluzáků od roku 1804, a v roce 1853 letěl jeho kluzák v plné velikosti. Otto Lilienthal a Percy Pilcher se zabývali pokusy se stroji, které bychom dnes zařadili mezi závěsné kluzáky. Tehdy však šlo o ověření aerodynamické koncepce a ne o sport. Sportovní využívání kluzáků sahá do 20. let 20. století, kdy se tento sport rozšířil především v Německu, které je dodnes plachtařskou velmocí. Během 20. a 30. let 20. století bylo nalezeno využití jednotlivých meteorologických jevů k plachtění a již ve 30. letech bylo dosaženo řady pozoruhodných výkonů. Zpočátku převládalo využívání návětrných svahů, postupně se stále více rozvíjelo využití termiky a již v druhé polovině 30. let se začalo zkoumat vlnové proudění. Po 2. světové válce převládlo létání v termice a lety na vzdálenost, postupně se čím dál více létalo na rychlost na uzavřených tratích s návratem na místo vzletu.

## Způsoby vzletu

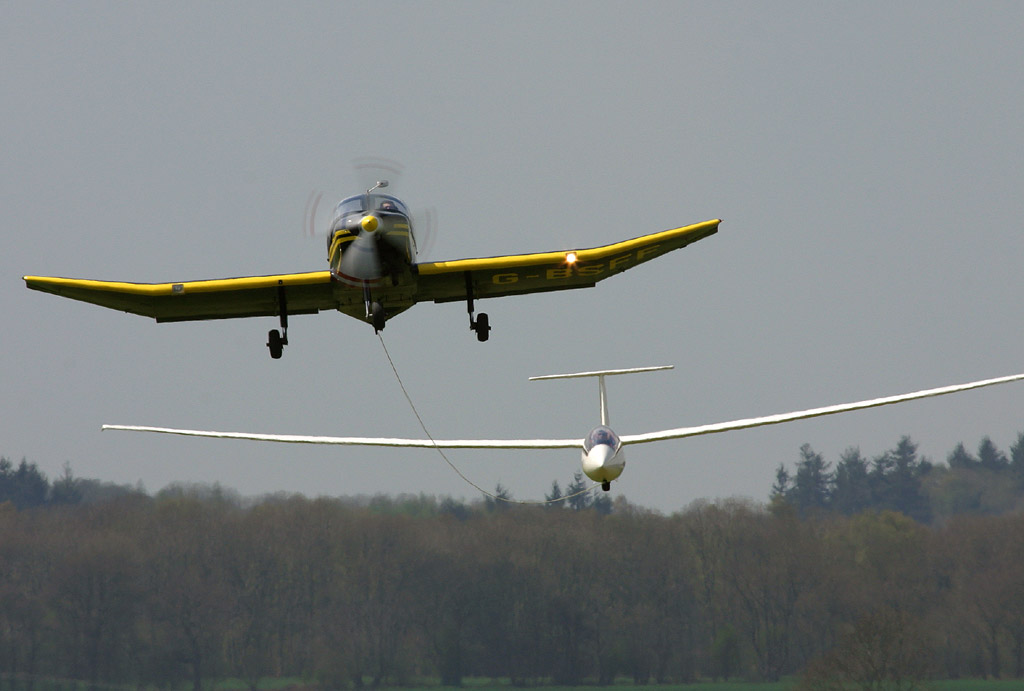
Aerovlek

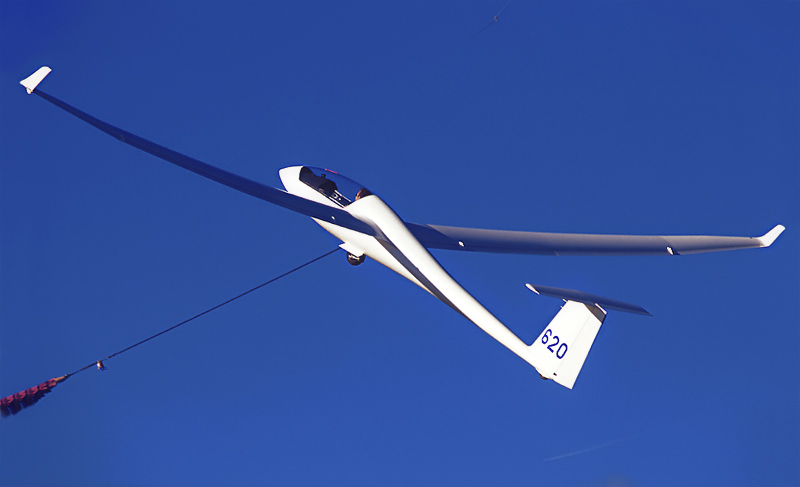
Navijákový start kluzáku Ventus 2b

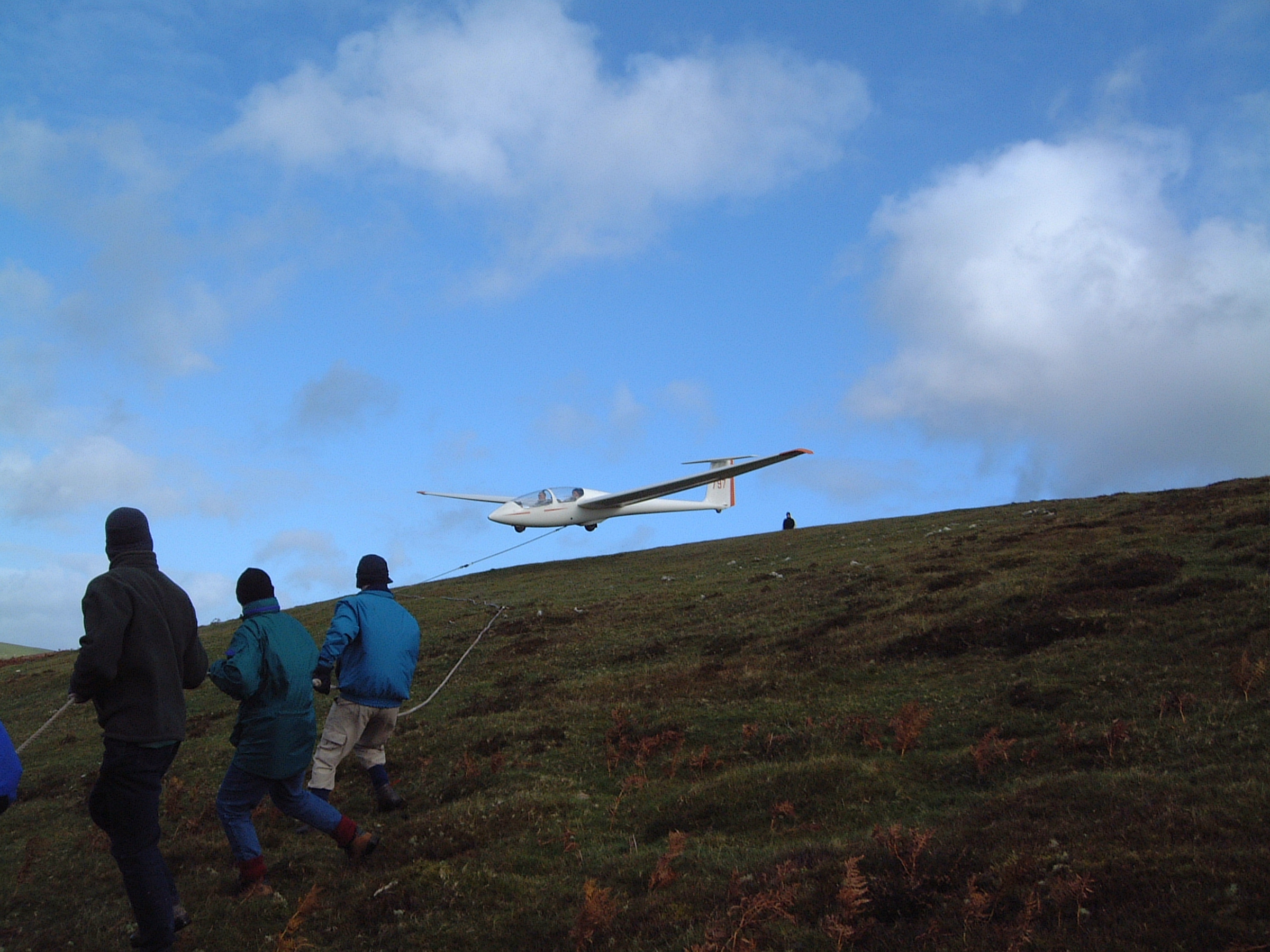
Vzlet pomocí gumového lana

1. Aerovlek. Větroň je tažen na laně za motorovým letadlem. Používány jsou různé typy lehkých sportovních letadel (v některých zemích i lehká zemědělská letadla), současný trend vede k používání lehčích strojů nebo dokonce motorových kluzáků. První pokusy s aerovlekem probíhaly koncem 20. let 20. století v Německu, dnes je to nejobvyklejší způsob startu. Pilot vlečného letadla může zatáhnout větroň přímo do stoupavého proudu.
2. Navijákový vzlet. Větroň startuje tahem lana, které je navíjeno na buben navijáku stojícího na opačném konci letiště; naviják je poháněn spalovacím motorem o výkonu 120 až 300 kW. Lano je na větroni zavěšeno těsně před těžištěm. Je to rychlý a levný způsob startu; dosažená výška je silně závislá na délce lana, hmotnosti větroně a síle protivětru a může se pohybovat v rozmezí 200 až 500 m.
3. Vzlet pomocí gumového lana. Používal se především v začátcích plachtění při startech na svahu. Gumové lano rozvětvené do tvaru „Y“ bylo taženo dvěma skupinami po 4 či 5 lidech. Kluzák byl ukotven na místě, družstvo napnulo lano, rozeběhlo se ze svahu a po jeho dostatečném napnutí byl kluzák uvolněn a katapultován vpřed. Příležitostně se tohoto způsobu používá i dnes.
4. Vzlet za automobilem. Je podobný navijákovému vzletu, lano je připojeno k automobilu. Dnes je používán jenom zřídka na některých specifických vzletových místech.

## Způsoby získání výšky
1. Proudění podél návětrných svahů. Nejstarší možnost získávání výšky využívaná v plachtění od samých začátků. Proudící vzduch naráží na stoupající svah a je mechanicky přinucen podél tohoto svahu stoupat. Nejsilnější stoupání je v blízkosti svahu, s výškou slábne a zasahuje do výše asi 300 m nad zem. Svahového proudění se využívá při letech v hornatém terénu; v případě dostatečně dlouhého svahu je možné dosáhnout letů na značnou vzdálenost, například první let na vzdálenost přesahující 1000 mil byl uskutečněn podél jihovýchodních svahů Alleghenských hor.
2. Termická konvekce. Vzduch je zahříván sluncem a v místech, kde dojde k jeho většímu přehřátí, se postupně vytvoří bublina teplejšího vzduchu. Po nashromáždění většího množství teplého vzduchu se tato bublina odtrhne od země, začne stoupat a za příznivých podmínek vytvoří dostatečně silný stoupavý proud, na jehož vrcholu se při dostatečné vlhkosti vzduchu vytvoří kupovitý oblak. Kupovitá oblačnost je dobrým indikátorem stoupání, ale využitelné stoupavé proudy se mohou vyskytovat i při jasné obloze (tzv. čistá termika). Piloti tyto stoupavé proudy využívají převážně kroužením, kdy se snaží udržet v oblasti nejsilnějšího stoupání. Další možností využití stoupavého proudu je jeho dynamické využití (tzv. delfínování), kdy po vlétnutí do stoupavého proudu pilot přejde do stoupání, promění tak kinetickou energii ve výšku a ještě před vylétnutím ze stoupavého proudu využije jeho energii k opětovné akceleraci s minimální ztrátou výšky. Výsledkem je rychlý zisk až 150 m výšky.
3. Závětrné (vlnové) proudění. Pokud proudí vzduch přes horský hřeben dost rychle a v dostatečně silné vrstvě, vytvoří se za příznivých podmínek v závětří za hřebenem stojaté vlnění zasahující do výšky až několikanásobku převýšení hřebene nad okolím. Toto vlnové proudění bývá spojeno s tzv. fénovými jevy, přinášejícími do horských údolí teplý suchý vítr. Využití závětrného proudění pro plachtění začínalo v druhé polovině 30. let 20. století a více se rozvíjí teprve od 60. let. Ve vlnovém proudění bylo dosaženo těch největších výšek (až 15 000 m)[1] a nejdelších přeletů (přes 3000 km podél And).[2]

## Přelety
Piloti se sportovními ambicemi se vydávají na mimoletištní lety, tzv. přelety po předem deklarovaných tratích. Piloti se snaží s využitím zdrojů stoupání, které jim příroda poskytuje, dosáhnout co největších vzdáleností a co největších rychlostí. Dosažené výkony silně závisí na meteorologických podmínkách, zejména na síle stoupání a v případě využití termiky také na délce využitelného termického intervalu – termická konvekce se začíná projevovat až po prohřátí vzduchu sluncem a k večeru zase zaniká. V minulosti se létaly přelety i na přímých tratích, dnes se létá na tratích uzavřených, s návratem na místo vzletu. Vzhledem k dosahovaným vzdálenostem by již byl návrat z takového přeletu neúměrně nákladný.

### Přistání do terénu
Pokud pilot při přeletu nenajde včas vhodný stoupavý proud, nezbývá mu, než provést přistání do terénu. Nedá se mluvit o nouzovém přistání, jedná se o rutinní proceduru, kdy si pilot vybere vhodnou plochu pro bezpečné přistání. Po přistání je větroň demontován (konstrukce větroně je uzpůsobena tak, aby tato demontáž byla co nejsnadnější) a odvezen zpět na letiště na speciálním transportním přívěsu za automobilem. Pokud je plocha dostatečně velká a s dostatečně pevným povrchem, je možno provézt vzlet za vlečným letadlem schváleným pro vleky z polí přímo z terénu.

### Použití motoru
Část větroňů je vybavena pohonnou jednotkou, která pilota ušetří přistání do terénu. Zpravidla se používají motory s vnitřním spalováním (dvojtaktní nebo wankel), existují však i varianty s elektromotorem nebo malým proudovým motorem. Pohonná jednotka je konstruována jako zatahovatelná do trupu. Existují jak řešení s pomocným motorem, jehož výkon postačuje jenom pro udržení ve vzduchu, tak i pohonné jednotky dostatečně výkonné pro samostatný vzlet ze země. Motor umožňuje pilotovi dolétnout domů i v případě zhoršení meteorologických podmínek, musí však při startování motoru počítat s tím, že vysunutá pohonná jednotka zvyšuje aerodynamický odpor a že nemá stoprocentní jistotu, že motor včas nastartuje.

## Soutěže

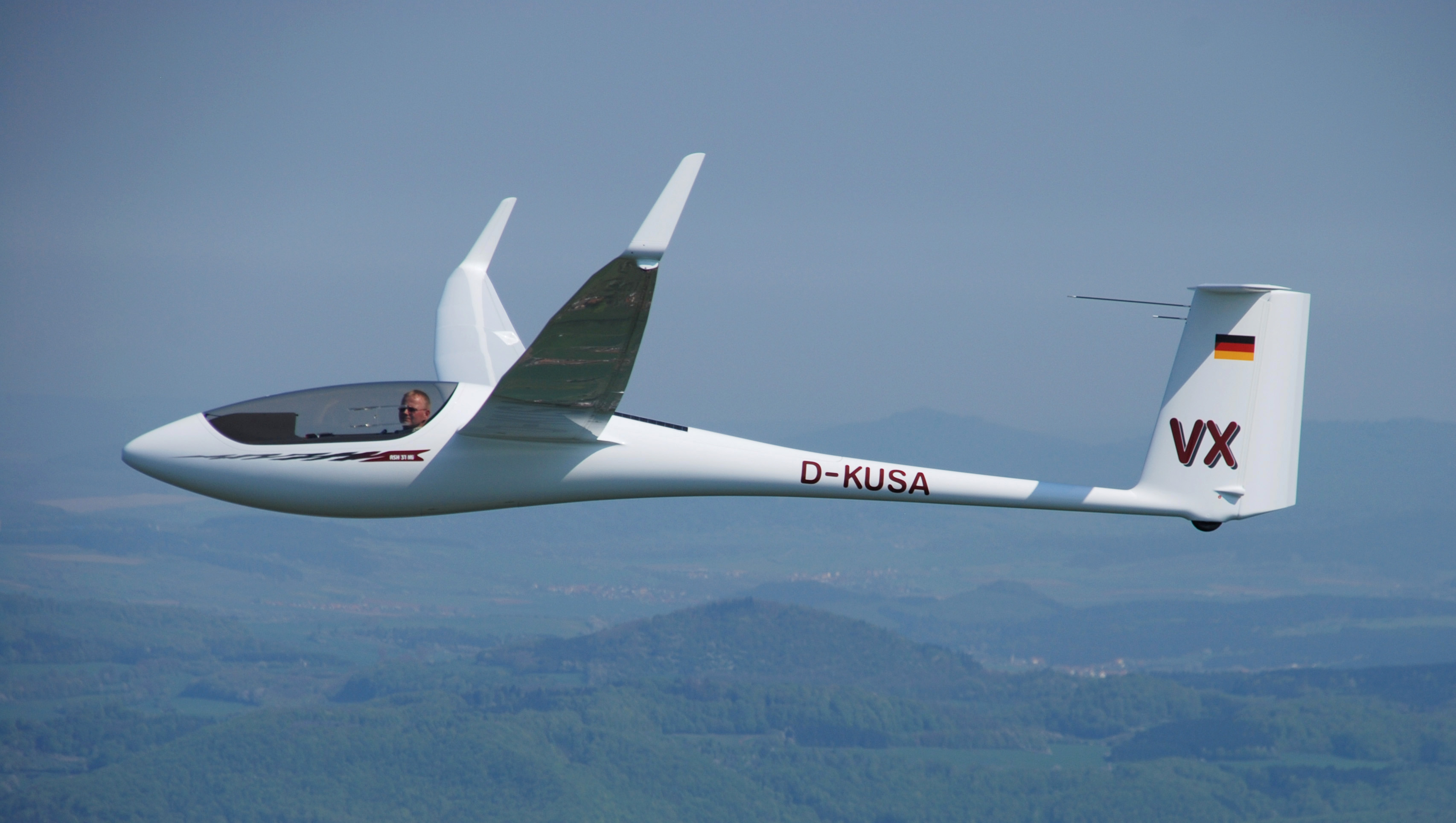
Soutěžní kluzák volné třídy - Schleicher ASH 31

Jako v jiných sportech se v rámci leteckého sportu pořádají soutěže i v plachtění. Obvykle trvá plachtařská soutěž dva týdny. Během této doby je každý den, kdy to počasí dovolí, vyhlášen soutěžní úkol. Ten spočívá v co nejrychlejším obletu organizátory zadané trati. Na rozdíl od jiných sportů neprolétávají soutěžící trať současně, ale každý si po zahájení tzv. startovního okna sám podle aktuálních podmínek volí, kdy vyrazí na trať; je započítáván skutečný čas letu na trati. Vítězem se stává pilot, který obletí trať nejrychleji, nebo v případě, kdy nikdo trať nedoletí, pilot, který doletěl nejdále.
První plachtařská soutěž se konala v roce 1920 na Wasserkuppe v Německu. Veliký předválečný rozvoj plachtění vedl k tomu, že v roce 1940 měla být soutěž v plachtění součástí programu olympijských her v Helsinkách, které se však pro válečné události nekonaly. Plachtění stejně jako jiné letecké sporty dodnes není olympijským sportem. První mistrovství světa v plachtění se konalo v roce 1937, od roku 1948 je pořádáno pravidelně. V současné době se vzhledem k množství soutěžních tříd větroňů koná několik závodů mistrovství světa, zvlášť také mistrovství světa žen a mistrovství světa juniorů do 25 let. Protože plachtění nepatří k divácky atraktivním sportům (mezi vzlety a návratem větroňů z trati se na letišti několik hodin nic neděje), konají se od roku 2000 závody Gliding Grand Prix, na kterých závodí omezený počet závodníků s hromadným odletem na trať, s kamerami na palubě a případně i kamerami v místech, kterými budou závodníci prolétat; k dispozici bývá i online sledování závodníků na internetu.

### Soutěžní třídyvětroňů
Soutěže větroňů se pořádají v několika soutěžních třídách podle FAI:
- Standardní třída – rozpětí křídel max. 15 m, nejsou povoleny žádné prostředky pro změnu zakřivení profilu křídla a zvyšování vztlaku
- 15 m třída – rozpětí křídel 15 m, bez dalších omezení
- 18 m třída – rozpětí křídel 18 m, bez dalších omezení
- Volná třída – hmotnost max. 750 kg, bez dalších omezení (nejčastěji soutěží jednosedadlové nebo dvousedadlové stroje s rozpětím 24–26 m s klouzavostí větší než 1:60)
- Vícemístná dvacetimetrová – určená pro dvoumístné kluzáky s rozpětím do 20 m
- Klubová třída – typy větroňů patřící do této třídy jsou výslovně jmenovány v pravidlech FAI. Jedná se o starší typy větroňů standardní třídy, které již nejsou na vrcholných soutěžích konkurenceschopné; výkonnost větroňů je vyrovnávána přepočítáváním výsledků podle výkonnostních koeficientů.
- Světová třída – jednotný typ větroňů vyvážených tak, aby všichni soutěžící létali se shodnou vzletovou hmotností. V současné době je používán typ PW-5 zkonstruovaný na technice ve Varšavě a vyráběný v PZL-Bielsko v Polsku.

## Rizika
Na rozdíl od závěsných kluzáků nebo paraglidů je pilot větroně obklopen pevnou konstrukcí, která ho při případné nehodě do značné míry ochrání. Větroně jsou také méně citlivé na meteorologické jevy, které mohou ohrozit pomalejší a lehčí závěsné kluzáky. Většina nehod je způsobena chybou pilota, k nehodám způsobeným selháním techniky dochází jen zřídka. Jedním z rizik je možnost vzájemné kolize mezi větroni využívajícími stejný stoupavý proud; letecké předpisy sice řeší, jak společně stoupavé proudy bezpečně využívat, ale nepozornost jednoho z pilotů nelze nikdy vyloučit. Pro tyto případy jsou piloti větroňů jsou vybaveni padáky a v současné době se rozšiřuje vybavení větroňů protikolizním zařízením Flarm. K nehodám může docházet i při přistání do terénu, zpravidla se však jedná jenom o drobné kolize.

## Výcvik

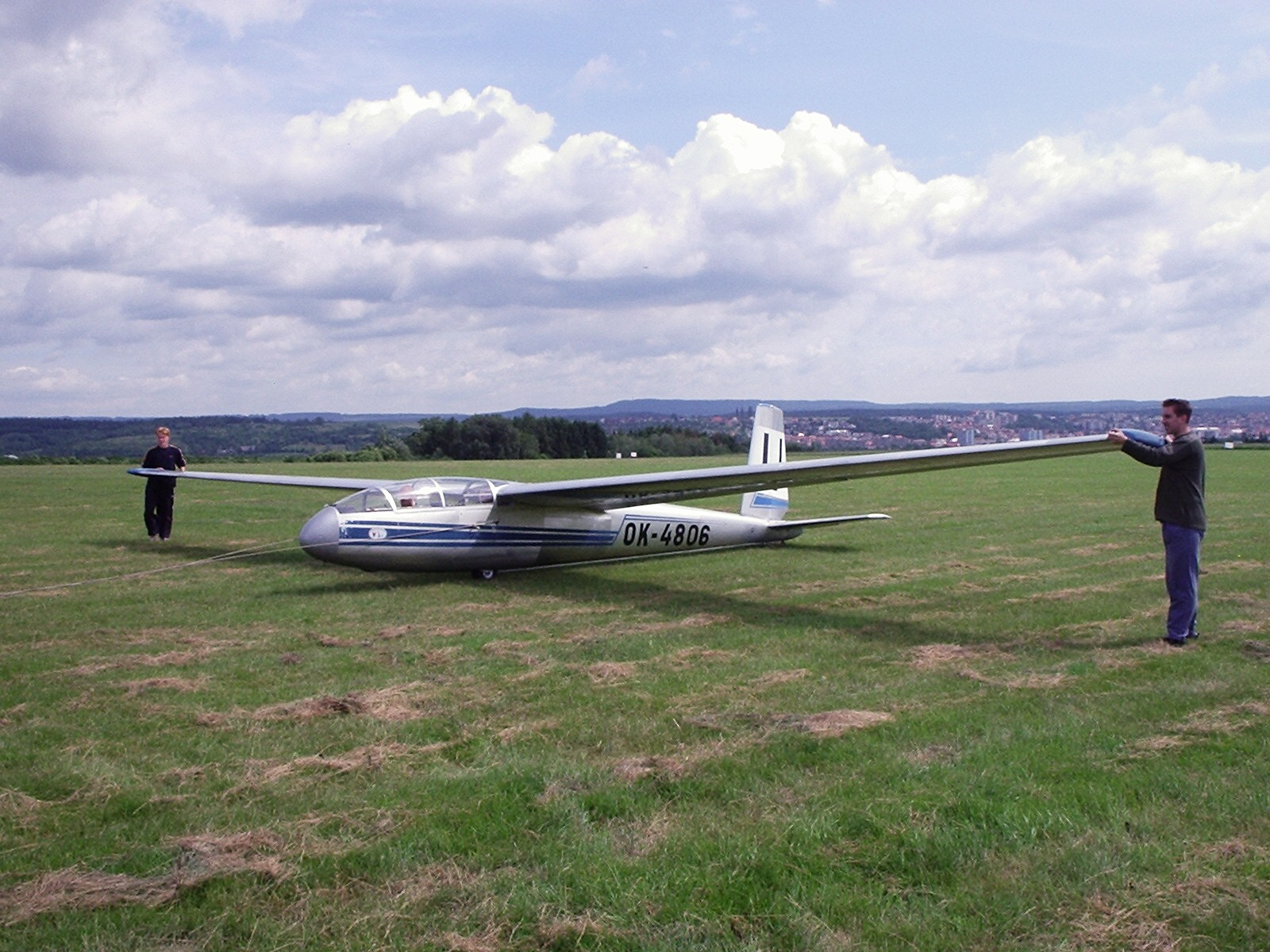
L-13 Blaník, dvojsedadlový větroň používaný k výcviku v ČR i řadě dalších zemí

Výcvik pilotů probíhá na dvojsedadlových větroních, první lety probíhají s instruktorem na zadním sedadle. Zpočátku instruktor řídí vzlet a přistání, postupně s rostoucími zkušenostmi žáka zasahuje do řízení stále méně. Při prvních samostatných letech zůstává pilotní žák v blízkosti letiště, teprve po získání zkušeností (schopnost nalezení a využití stoupavých proudů, schopnost výběru vhodné plochy pro přistání) se může od letiště vzdalovat. Pro získání pilotního průkazu musí pilotní žák kromě zkoušky z praktických schopností absolvovat i zkoušku z teoretických znalostí (aerodynamika, meteorologie, konstrukce letadel, letecké předpisy, konstrukce přístrojů, navigace), vyžadováno je i složení zkoušek pro obsluhu a používání radiostanice.
Plachtění se – z fyzického hlediska – nemůže věnovat každý. Kromě požadavku na dobrý zdravotní stav (pilot musí pravidelně absolvovat zdravotní prohlídky) jsou zde i jistá omezení daná samotnou konstrukcí větroně. Většina větroňů umožňuje maximální hmotnost pilota s padákem kolem 110 kg a do kabiny mnoha větroňů se pilot vyšší než cca 195 cm nevejde. Piloti velmi malého vzrůstu mohou používat závaží (minimální hmotnost pilota s padákem je podle typu větroně 65–70 kg), limitujícím faktorem je bezpečná dostupnost ovladačů.